# Jekaterina Wladimirowna Schichowa
Jekaterina Wladimirowna Schichowa (russisch Екатерина Владимировна Шихова; * 25. Juni 1983 in Kirow) ist eine russische Eisschnellläuferin. Sie begann im Alter von sieben Jahren mit dem Eislaufen. Ihre bevorzugten Distanzen sind 1000 und 1500 Meter sowie der Mehrkampf.

## Erfolge
Bei den Olympischen Spielen 2010 in Vancouver erreichte sie über die 1000-Meter-Strecke den 11. Platz und über die 1500-Meter-Strecke den 8. Platz. Bei den Eisschnelllauf-Einzelstreckenweltmeisterschaften 2009 belegte sie den vierten Rang im Teamwettbewerb. Bei den Eisschnelllauf-Einzelstreckenweltmeisterschaften 2011 in Inzell erreichte sie den vierten Platz über 1500 Meter. Dies ist ihre bisher beste Platzierung bei einer Einzelstrecken-WM.
2013 gewann sie Bronze im kleinen Vierkampf bei der Mehrkampf-WM in Hamar.

## Leben
Schichowa lebt in Sankt Petersburg und studiert an der Staatlichen Universität Sankt Petersburg.